# Привалихин, Валерий Иванович
Вале́рий Ива́нович Привали́хин (1949 — 5 ноября 2019) — советский, российский писатель, журналист.

## Биография
Окончил Томский педагогический институт. Жил и работал в Томске. Около 20 лет был газетчиком, исколесил почти всю Сибирь, Дальний Восток, Центральную Россию и страны Балтии.
В 1985—1991 годах изучал нарымскую царскую политссылку в архивах Москвы, Петербурга, Риги, Вильнюса, Краснодара, Таллина, Иркутска, Новосибирска, Минусинска, Сахалина; встречался с потомками виднейших революционеров и лидеров Белого движения.
Жил и скончался на 71-м году жизни в Подмосковье.

## Творчество
Как прозаик дебютировал в 1981 году рассказом в «Неделе»; печатался также в газете «Красноярский рабочий», в журналах и альманахах «Енисей», «Байкал», «Сибирские огни», «Искатель», «Простор», «Студенческий меридиан», «Уральский следопыт», «Родина», «Природа и человек» и др.
Первая книга «Время сбора папоротника» вышла в 1985 году в Библиотечке журнала «Советская милиция», затем последовал: «Цена выстрела — жизнь» (1987), «Золотой мираж» (1994), «Закон — тайга» (1994) «Клад Адмирала» (1999) и их переиздания.
Автор документальных книг по истории строительства Транссиба, по истории революционного движения в России: «Из рода Пепеляевых» (2004), «Как был расстрелян Адмирал Колчак», «Так был ли старец Фёдор императором Александром I?» (2004).
Автор книги для детей «Таинственные клады купца Малахова» (2009). Произведения для детей («Ювелирная лавка в брошенном улье», «Двенадцать самых известных кладов в центре города», «Царь-старатель», «Таежный Наполеон» и другие) печатались в журналах «Миша», «Весёлые медвежата».

### Избранные сочинения
- Привалихин В. И. Время сбора папоротника : Повесть. — М : Б. и., 1985. — 80 с. — (Библиотечка журнала «Советская милиция» ; 6 (36)). — 150000 экз.
- Привалихин В. И. Золотой мираж : [Сборник]. — Томск : Красное знамя, 1994. — 239 с. — (Содерж.: Золотой мираж: Роман; Рассказы: Звезда надежды благодатная; Царская кровь, или Век спустя возвращение в Отсу; Остров «Монах»; Молитва пани Ядвиги; Зелье богини Гекаты; Исторические миниатюры). — 50000 экз.
- Привалихин В. И. Клад адмирала : [Роман. Рассказы]. — М. ; СПб : ОЛМА-ПРЕСС Нева, 1999. — 495 с. — (Красная стрела). — (Содерж.: Клад адмирала: Роман; Рассказы: Звезда надежды благодатная; Царская кровь, или Век спустя возвращение в Отсу; Остров «Макарий»; Молитва пани Ядвиги; Зелье богини Гекаты; Исторические миниатюры). — 16000 экз. — ISBN 5-224-00156-0
- Привалихин В. И. Клад адмирала : Детектив. роман. — Новосибирск : Мангазея, 2002. — 441 с. — (Русский криминал : Соврем. рус. детектив). — 5000 экз. — ISBN 5-8091-0106-2
- Привалихин В. И. Клад адмирала. — М : Молодая гвардия, 2003. — 396 с. — (Стрела : серия остросюжетной прозы). — 5000 экз. — ISBN 5-235-02630-6
- Привалихин В. И. Стерегущие золото грифы : [Повести]. — Томск : Газ. «Красное знамя», 1990. — 375 с. — (Содерж.: Стерегущие золото грифы. Монисто северных аборигенов. Пересадка на Узловой. Умягчение злых сердец). — 10500 экз.
- Привалихин В. И. Стерегущие золото грифы : Роман : [В 2 ч.]. — М : Объед. ред. МВД России, 2000. — 352 с. — (Криминальный роман). — (Содерж.: Стерегущие золото грифы; Умягчение злых сердец). — 10000 экз. — ISBN 5-8129-0032-9
- Привалихин В. И. Тайга. 100 лет : Ист. очерк [о городе Кемеров. обл.]. — Новосибирск : Издатель, 1996. — 304 с. — ISBN 5-88399-104-1
- Привалихин В. И. Цена выстрела — жизнь : [Повести]. — М : Б. и., 1999. — 191 с. — (Щит и меч : Библиотечка журн. «Милиция» . Вып. 2). — (Современный детектив). — (Содерж.: Время сбора папоротника; Левее восточного «Уса»; Цена выстрела — жизнь). — 15000 экз. — ISBN 5-8129-0003-5

## Награды
Лауреат творческих конкурсов МВД СССР и России, ряда журналов.